# Шкуратовцы
Шкуратовцы (укр. Шкуратівці) — село в Великолучковской сельской общине Мукачевского района Закарпатской области Украины.
Население по переписи 2001 года составляло 113 человек. Почтовый индекс — 89633. Телефонный код — 3131. Занимает площадь 0,411 км². Код КОАТУУ — 2122783405.